# プロイセンの首相
プロイセンの首相（プロイセンのしゅしょう、ドイツ語:  preußischen Ministerpräsidenten）は、1848年の3月革命から1945年の第二次世界大戦の終わりまで存在したプロイセン王国の首相に相当する官職。
後にドイツ帝国の盟主となるプロイセンでは、帝国宰相を兼任する者もいた。